# Hermann Jaeger (Geologe)
Hermann Jaeger (* 22. Februar 1929 in Freienthal, Kreis Zauch-Belzig; † 22. September 1992 in Berlin) war ein deutscher Paläontologe und Geologe. Er war Direktor des Paläontologisch-Geologischen Instituts der Humboldt-Universität Berlin und des Museums für Naturkunde in Berlin.

## Leben und Werk
Jaeger wuchs in Freienthal (heutiger Landkreis Potsdam-Mittelmark) auf und studierte ab 1949 bei Hans Stille, Serge von Bubnoff, Walther Gothan, Walter Robert Gross und Fritz Deubel Geologie und Paläontologie und arbeitete zunächst unentgeltlich in den paläontologischen Sammlungen und erst ab 1956 als bezahlter Assistent. Seine 1955 vorgelegte Diplomarbeit, die mit der Kartierung des Devon und Silurs von Gräfenwarth begann, brachte neue Erkenntnisse zur Stratigraphie des Silurs und Devons in Thüringen samt Nicht-Existenz einer kaledonischen Lücke. Er wurde 1958 an der Humboldt-Universität in Berlin bei Walter Gross promoviert (Graptolithen und Stratigraphie des jüngsten Thüringer Silurs). Am Naturkundemuseum wurde er als Nachfolger von W. O. Dietrich Kustode.

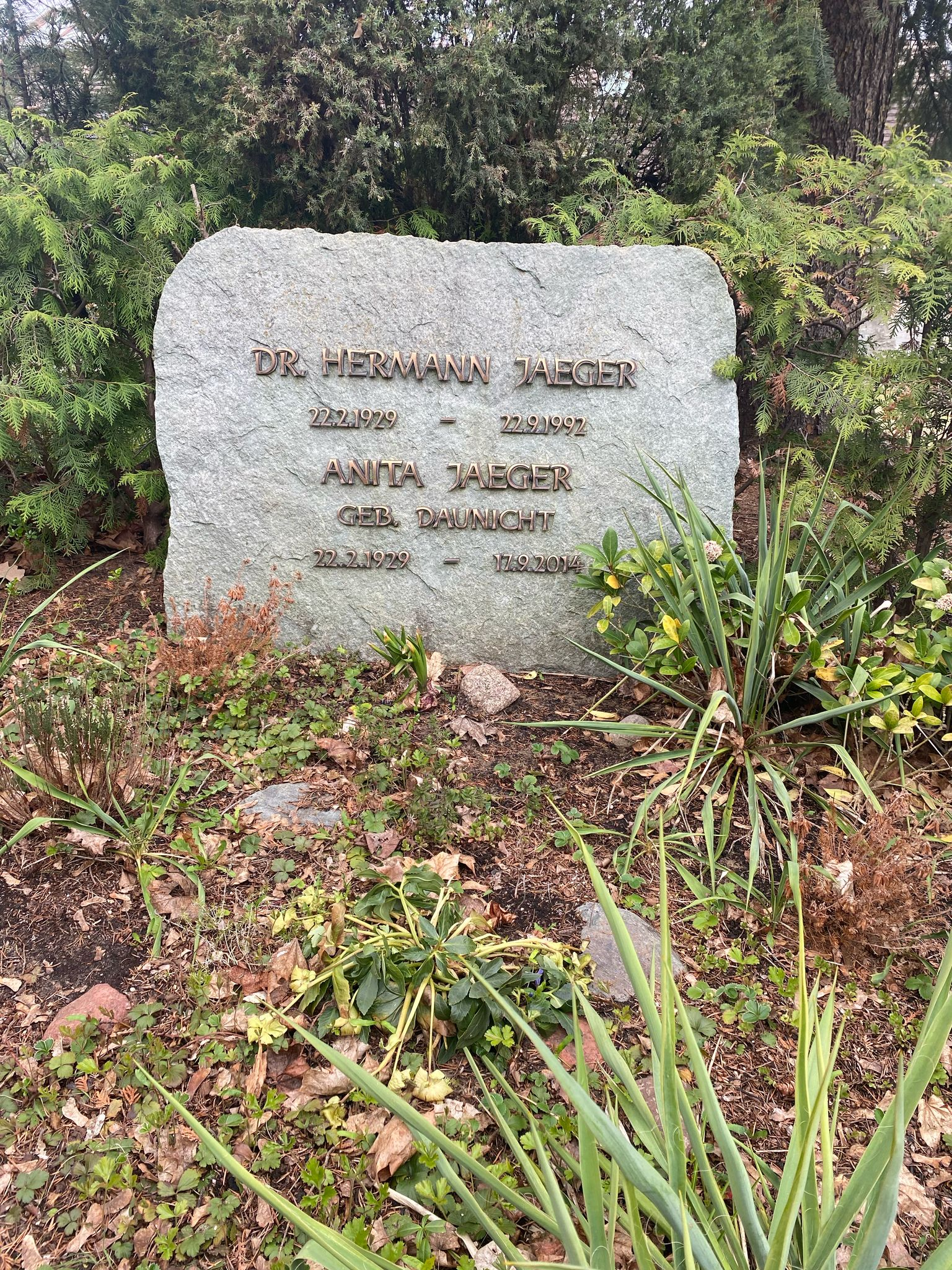
Grabstätte

Er war Mitglied des Internationalen Komitees zur Bestimmung der Silur/Devon-Grenze. Dazu befasste er sich seit seiner Diplomarbeit insbesondere mit Graptolithen als Leitfossilien, die er besonders in Thüringen studierte, aber auch in Böhmen, dem Frankenberger Zwischengebirge (Sachsen) und den Ostalpen. Dabei arbeitete er auch viel mit Helmut W. Flügel in Graz zusammen, bei dem er auch 1965 bis 1982 die Graptolithen-Stratigraphie des Silurs und Devons in den Karnischen Alpen studierte. Er bearbeitete auch Graptolithenfunde (und zugehörige stratigraphische Fragen) unter anderem aus Marokko, Tunesien, Libyen, Sardinien, Thailand, Birma, Spanien (Sevilla) und dem Ostrand des Rheinischen Schiefergebirges und sammelte selbst weltweit auf Exkursionen.
In den Karnischen Alpen (Bischofalm-Profil) fand er auch im Graptolithen Climograptus das Beispiel eines „lebenden Fossils“ aus dem Unterdevon (Relikt der Graphtolithenfauna des Ordoviziums).
Im Jahr 1988 wurde Jaeger zum Mitglied der Leopoldina gewählt; 1992 erhielt er die Hans-Stille-Medaille. 1960 bis 1972 war er im Komitee der Silur-Devon Grenze und danach in der IUGS-Subkommisson Silur-Stratigraphie.
Er war seit 1956 verheiratet und hatte drei Kinder. Auf dem Friedhof am Plantagenplatz in Babelsberg erhielt Hermann Jaeger seine letzte Ruhestätte. 

## Schriften
- Graptolithen und Stratigraphie des jüngsten Thüringer Silurs, Abh. Akad. Wiss. Berlin, Klasse Chemie Geologie, Biologie, 1959, S. 1–197 (Dissertation)
- Entwicklungszüge (Trends) in der Evolution der Graptolithen, Schriftenreihe geolog. Wiss. Berlin, Band 10, 1978, S. 5–58
- Late Graptoloid Faunas and the problem of graptoloid extinction, Acta Paelaeontologia Polonica, Band 23, 1978, S. 497–521